# Глория (певица)
Галина Пенева Иванова (болг. Галина Пенева Иванова), более известна как Глория (болг. Глория) (род. 28 июня 1973 года, Русе, Болгария) — болгарская певица, её часто называют Примадонной болгарской музыки. Единственная певица в компании Пайнер, которая пела в жанре кантри и первая певица в этой компании.

## Биография
Галина родилась 28 июня 1973 года в городе Русе в семье народных музыкантов. В четвёртом классе Галина пела в хоре «Дунавски вълни» (рус. Дунайские волны). После развода родителей, вместе с братом Николаем жила в городе Две-Могили. Окончила Техническую Среднюю Школу на фермера.
В 1991 году Глория была солисткой ансамбля «Извор», но затем покинула его и создала собственную группу «Лира», в составе которого исполняла песни иностранных исполнителей, в том числе песни Уитни Хьюстон и Мадонны.
В 1994 году Глория выпустила первый студийный альбом «Щастието е магия», в записи которого принимал участие музыкант Максим Горанов. После выпуска было продано более 100 000 экземпляров.
В 1995 году выпустила второй студийный альбом «За добро или зло», все песни в этом альбоме написала сама певица.
В 1996 году выпустила «Ангел с дяволска душа» (рус. Ангел с дьявольской душой), которая она записывала во время беременности. Через год Глория выпустила ещё один альбом «Носталгия» (рус. Ностальгия), одноимённая песня с которого стала визитной карточкой певицы и является гимном всех болгарских эмигрантов.
В 2005 году Глория выпустила одиннадцатый альбом «Влюбена в живота». В конце года Глория отправилась на гастроли в Австралию, где она дала концерты для болгарской диаспоры.
В 2007 году Глория была членом жюри болгарского телепроекта Music Idol.
В 2009 году Глория дала всем юбилейный концерт «15 лет на сцене» в Национальном дворце культуры.
В 2013 году Глория принимала участие в танцевальное шоу «Танцы со звёздами».
В 2014 году Глория дала юбилейный концерт «20 лет на сцене» в Национальном дворце культуры, где спела лучшие хиты и новые песни, в ом числе дуэтом с Азисом, Тони Дачева и своей дочерью Симоной
Сейчас Глория одна из популярных певиц в Болгарии и единственная певица компании «Пайнер», которая дала четыре сольных концерта в Национальном дворце культуры.

## Личная жизнь
Глория имела давние отношения с композитором Ильёй Загоровым. Имеет дочку Симону (род. 30 сентября 1996), она тоже певица.

## Дискография

### Студийные альбомы
- 1994 — Щастието е магия[5]
- 1995 — За добро или зло[6]
- 1996 — Ангел с дяволска душа[7]
- 1997 — Носталгия
- 1998 — Стопроцентова жена
- 2000 — 12 диаманта
- 2001 — Илюзия
- 2003 — Крепост
- 2005 — Влюбена в живота
- 2007 — Благодаря
- 2011 — Имам нужда от теб
- 2013 — Пътеки
- 2015 — Пясъчни кули

### Сборники
- 1999 — The best
- 2004 — 10 години
- 2009 — 2015 години златни хитове
- 2012 — Златните хитове на Глория